# Championnat de Taïwan de hockey sur glace
Le Championnat de Taïwan de hockey sur glace est le meilleur niveau de hockey sur glace à Taïwan, il y a 4 équipes dans la ligue.

## Équipes
- Husky Kaushung
- Capitals Taipei
- Max Club Taipei
- Snow Men Taipei

## Champions
- 2001 - Husky Kaushung
- 2000 - Husky Kaushung